# 苏萨尼诺 (科斯特罗马州)
苏萨尼诺（羅馬化：Susanino），旧称莫尔维季诺（Молвитино），是俄罗斯科斯特罗马州的市级镇、苏萨尼诺区行政中心，位于伏尔加河流域内沙恰河一支流沃洛日尼察河（Воложница）河畔，地处科斯特罗马州西部，在州府科斯特罗马东北方。
苏萨尼诺在2002年被列为俄罗斯历史名城之一，但并未出现在2010年更新后的名单上。该地2021年人口有3,033人；2010年人口3,406；2002年人口4,065；1989年人口5,289。